# 鼓山公園
鼓山公園是台灣高雄市旗山區的公園，佔地約31公頃。日治時代明治三十七年（1904年）開闢，是高雄市歷史最久的公園。園內有旗山孔子廟、旗山神社殘跡、三十三士碑。

## 歷史
鼓山公園位於旗山市區西側的山丘，海拔600公尺，蕃薯寮廳長石橋亨為了提供公共休憩空間，且因當地地勢高可觀看風景，於日治時代明治37年（1904年）將山丘之亂葬崗整建開闢為公園，此因山容似鼓而命名為「鼓山公園」（當時亦寫做「皷山公園」），另一說則是因山勢似廈門的鼓山。在鼓山公園中可向東遠望旗尾山、楠梓仙溪和旗山市區。公園中設有紀念日治初期殉職警察及軍人之「三十三士碑」，此碑設在鼓山山頂，每年4月30日舉行招魂祭，以及由臺灣總督佐久間左馬太於1907年來旗山巡視時所寫的「精忠護國記念碑」、由石橋亨所寫的「公園設立記念碑」。帝國在鄉軍人會旗山分會於1935年設有「駐軍記念碑」。1936年（昭和11年），在公園內興建旗山神社。公園東側尚有1909年設立的西本願寺太平寺。
二次大戰之後，鼓山公園更名為「中山公園」。1985年，在旗山神社本殿所在地興建孔廟。2012年，公園因年久失修而重新規劃整建，完工後復名為「鼓山公園」。

## 園內設施

### 三十三士碑
下表為三十三士碑所列在日治初期戰死的人：
| 姓名         | 職位       | 戰死日期       | 籍貫                 |
| ------------ | ---------- | -------------- | -------------------- |
| 有木佐太郎   | 步兵二等卒 | 1896年8月16日  | 鹿兒島縣             |
| 石井定隆     | 警部       | 1897年11月30日 | 熊本縣               |
| 吉田正之     | 巡查       | 1897年11月30日 | 熊本縣               |
| 益永善次郎   | 憲兵上等兵 | 1897年4月23日  | 長崎縣               |
| 松浦舛平     | 憲兵上等兵 | 1897年9月19日  | 愛媛縣               |
| 堀井利兵衛   | 憲兵上等兵 | 1898年10月26日 | 三重縣               |
| 瀧上一衛     | 憲兵上等兵 | 1898年10月26日 | 岩手縣               |
| 猿橋清吉     | 憲兵上等兵 | 1898年10月26日 | 三重縣               |
| 三好松三郎   | 步兵二等卒 | 1898年11月15日 | 愛媛縣               |
| 備後喜熊     | 憲兵上等兵 | 1898年12月13日 | 熊本縣               |
| 永末豐太郎   | 步兵一等卒 | 1898年12月14日 | 福岡縣               |
| 田口和三郎   | 步兵二等卒 | 1898年12月14日 | 佐賀縣               |
| 安光寬       | 憲兵上等兵 | 1898年12月14日 | 高知縣               |
| 福永太郎     | 軍夫       | 1898年12月14日 |                      |
| 田所輝馬     | 步兵軍曹   | 1900年3月21日  | 高知縣               |
| 陳榮藏       | 憲兵上等兵 | 1900年10月29日 | 大分縣               |
| 星清伍       | 憲兵上等兵 | 1900年10月29日 | 福島縣               |
| 島岡辰之助   | 憲兵上等兵 | 1900年10月29日 | 京都府               |
| 三戶猛       | 憲兵上等兵 | 1900年10月29日 | 山口縣               |
| 朱彩雲       | 巡查捕     | 1901年12月14日 | 阿緱廳港西上里       |
| 廣畑林馬     | 步兵一等卒 | 1902年1月29日  | 高知縣               |
| 西山三代松   | 巡查       | 1902年1月29日  | 兵庫縣               |
| 中司年治     | 巡查       | 1903年1月18日  | 靜岡縣               |
| 朱來利行     | 警部       | 1903年12月5日  | 福岡縣               |
| 栗飯原喜三郎 | 巡查       | 1903年12月10日 | 德島縣               |
| 青木芳彥     | 巡查       | 1905年4月2日   | 熊本縣               |
| 南里多善太   | 巡查       | 1905年4月2日   | 福岡縣               |
| 安達菊藏     | 巡查       | 1905年4月8日   | 山形縣               |
| 山崎長作     | 巡查       | 1905年5月1日   | 福岡縣               |
| 入江清一     | 巡查       | 1905年9月28日  | 岡山縣               |
| 德田武       | 巡查       | 1905年9月28日  | 千葉縣               |
| 片岡忠逸     | 巡查       | 1905年9月28日  | 茨城縣               |
| 薛丁來       | 隘勇       | 1905年9月28日  | 蕃薯寮廳楠梓仙溪東里 |

## 外部連結
- 高雄市旗山區公所 - 鼓山公園 （页面存档备份，存于）
- 鼓山公園 - 高雄旅遊網 （页面存档备份，存于）